# Macondes

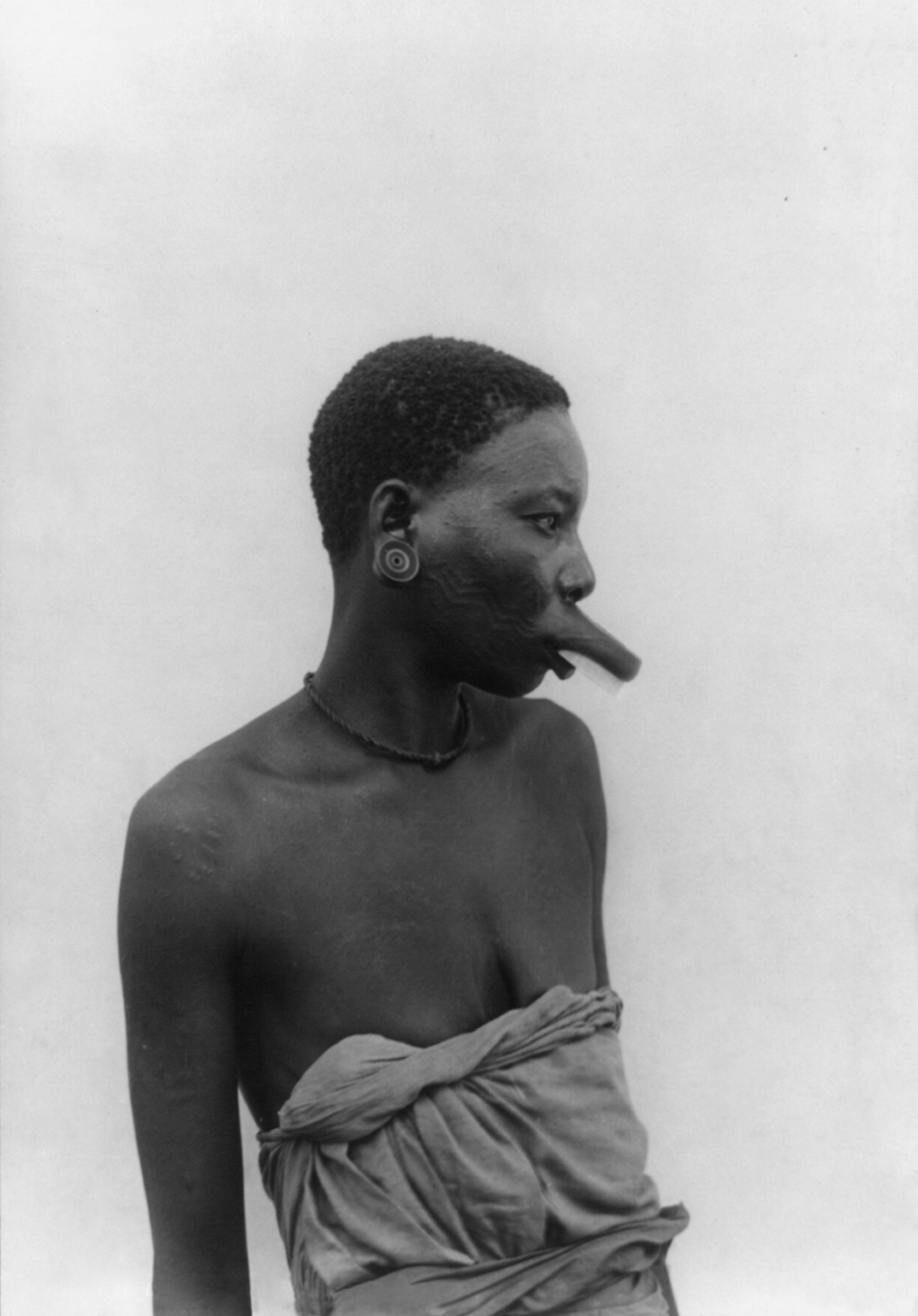
Dona maconde

Els macondes, makonda o makondes són un grup ètnic del sud de Tanzània i nord de Moçambic. Van desenvolupar la seva cultura a l'Altiplà Mueda de Moçambic. En l'actualitat viuen a Tanzània i Moçambic i tenen una petita presència a Kenya. La població maconde a Tanzània es va estimar en 2001 per a ser 1.140.000, i el cens de 1997 a Moçambic va posar la població maconde en aquest país a 233.358, per un total de 1.373.358. El grup ètnic és dividit pel riu Rovuma; els membres del grup a Tanzània se'ls coneix com a makonde, i aquells a Moçambic com a maconde. Els dos grups han desenvolupat llenguatges diferents amb el temps, però comparteixen un origen i cultura comunes.

## Història
Els macondes van resistir primer a àrabs i perses, i després als europeus que traficaven amb esclau. La Companyia de Niassa els va sotmetre finalment després de 1920. La guerrilla que va començar en 1964 contra la sobirania portuguesa i va acabar amb la independència de Moçambic en 1975 va ser llançada des de la terra natal dels makonde. Aquesta guerrilla va ser dirigida pel moviment revolucionari Frelimo, que obtenia una part dels seus recursos financers de la venda de gravats makonde.
Els makonde són coneguts pel seu treball de la fusta, així com per l'observança de ritus en la pubertat o ritus de iniciació per a l'adultesa.

## Idioma
Els maconde parlen el makonde, també conegut com a chimakonde, una llengua bantu molt propera del yao. Molts parlen altres llengües, com l'anglès a Tanzània, el portuguès a Moçambic i el suahili i el makhuwa en tots dos països.

## Societat i religió
Els makonde són tradicionalment una societat matrilineal on els fills i l'herència pertanyen a la dona, i els marits es muden al llogaret o poble de la seva dona. La seva religió tradicional és una forma animista de cultes antics que encara es manté, encara que els makonde de Tanzània són nominalment musulmans i els de Moçambic són o ben musulmans o ben catòlics.

## Art makonde
Els makonde han treballat tradicionalment la fusta, normalment amb l'objectiu de realitzar objectes d'ús domèstic, així com figures decoratives i màscares. A partir dels anys 1930, després de l'arribada els colonitzadors portuguesos, es va avivar entre els missioners i comerciants l'interès per aquestes escultures en fusta, començant a comprar moltes d'elles. Els escultors makonde, en conèixer aquest interès, van començar a realitzar les seves peces en pau-preto (banús, diospyros ebenum) i pau-rosa (swartzia spp.) en comptes de la fusta suau i poc resistent que fins llavors havien estat utilitzant.

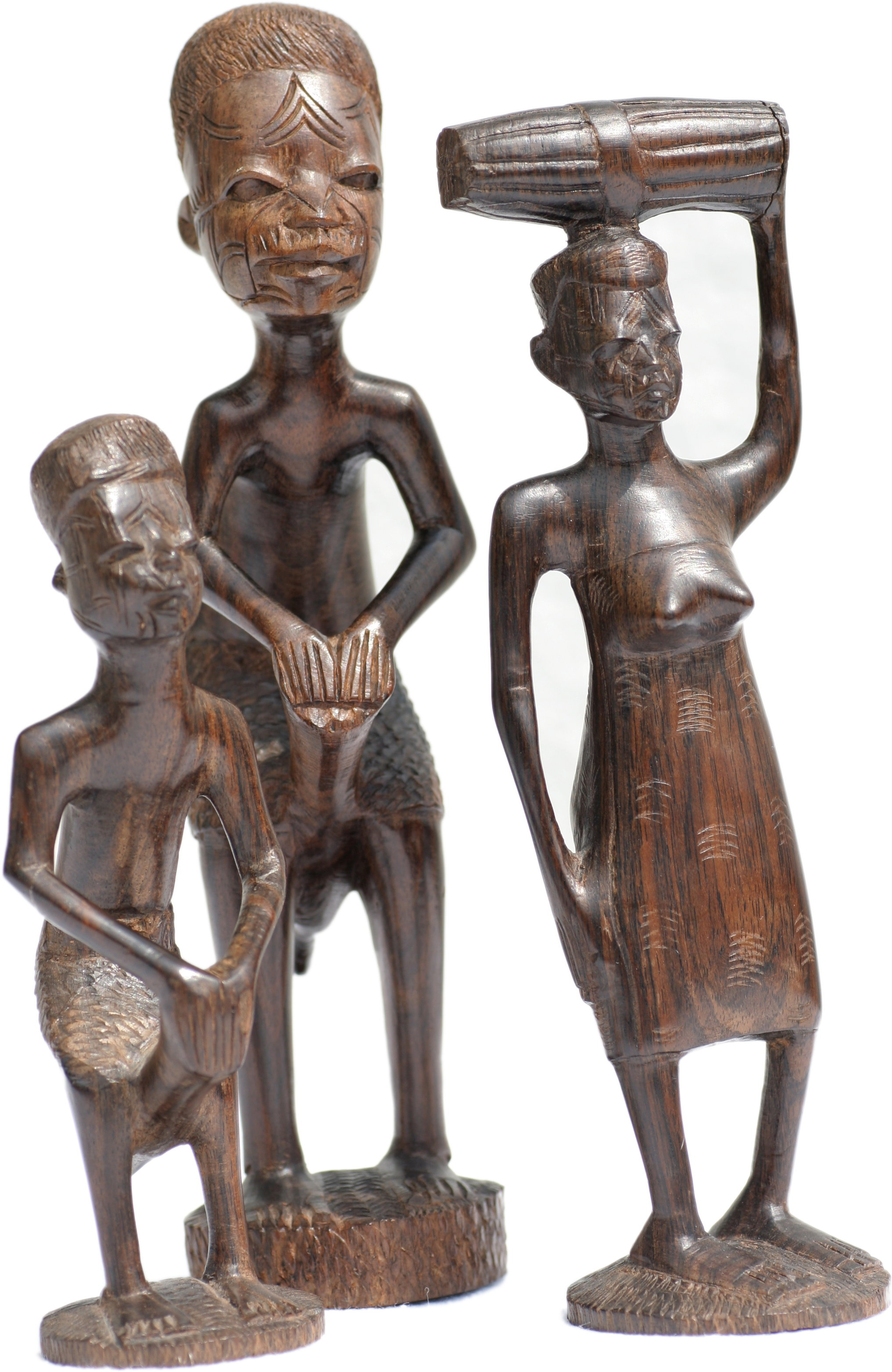
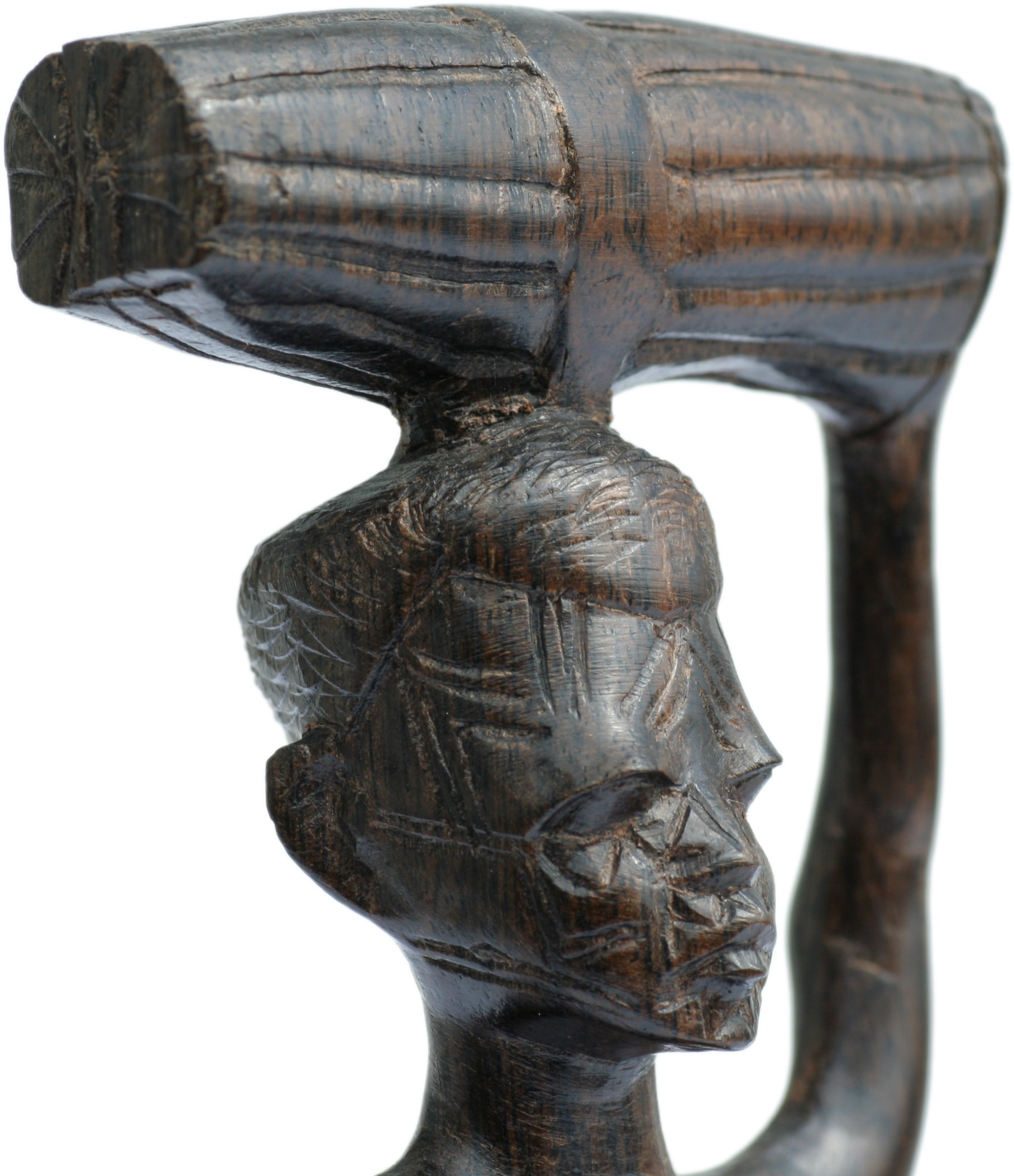
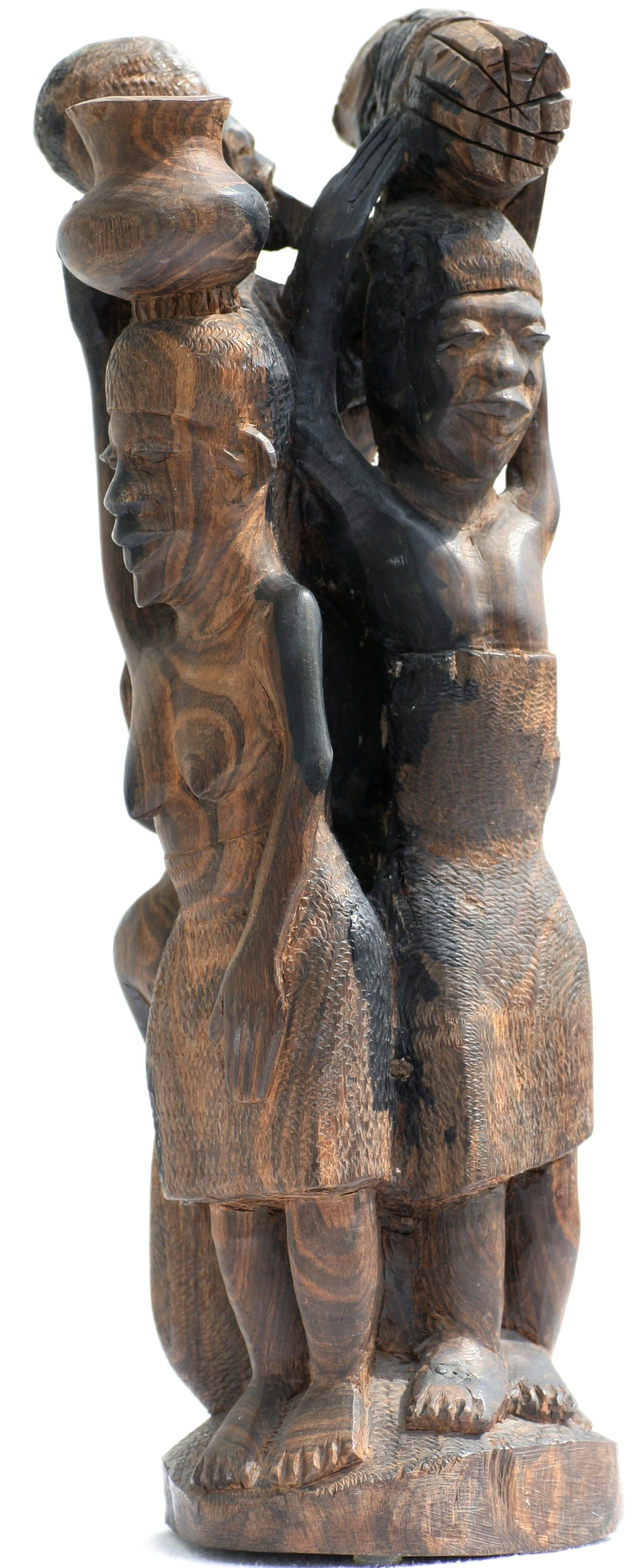
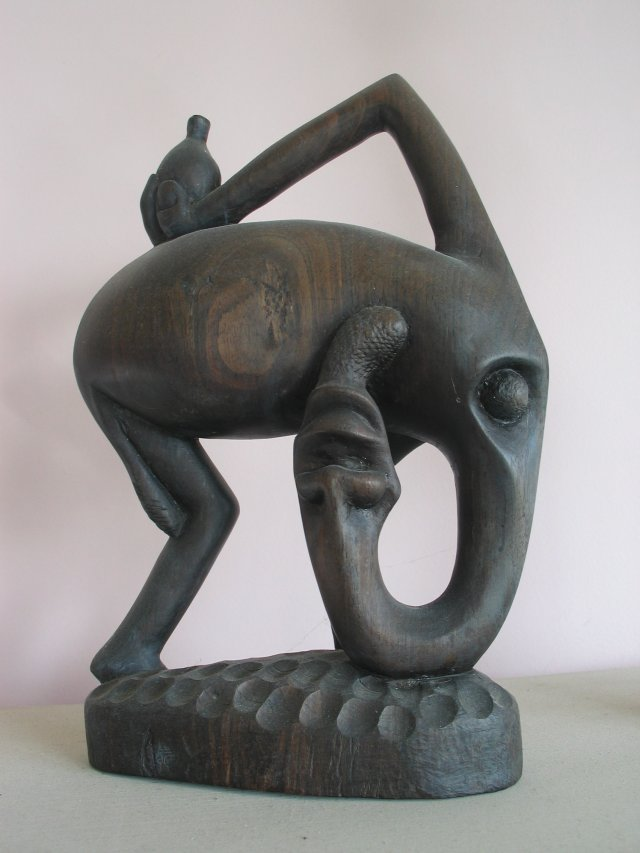